# Carpodacus rhodochlamys
Carpodacus rhodochlamys е вид птица от семейство Чинкови (Fringillidae).

## Разпространение
Видът е разпространен в Афганистан, Индия, Китай, Казахстан, Киргизстан, Монголия, Пакистан, Русия, Таджикистан и Узбекистан.